# Bolbapium baeri
Bolbapium baeri es una especie de coleóptero de la familia Geotrupidae.

## Distribución geográfica
Habita en Perú.